# Parque nacional marino de la Isla Lanbi
El parque nacional marino de la Isla Lanbi está ubicado en la isla de Lanbi, dentro del archipiélago de Mergui, en Birmania. Está administrado por la División de Conservación de Vida Silvestre y la naturaleza de Birmania, con un nivel de protección total. Las altitudes en el parque varían desde el nivel del mar hasta los 455 m.
Los principales objetivos de la reserva son la conservación del hábitat de los recursos marinos e insulares. Los hábitats típicos son los arrecifes de coral, los bosques tropicales de hoja perenne y los manglares. También existen hábitats de playa y dunas, así como praderas de pastos marinos de los que se alimentan los dugongos (Dugong dugon).